# Швейковская, Елена Николаевна
Еле́на Никола́евна Швейковская (род. 3 мая 1941, Москва) — советский и российский историк, доктор исторических наук, профессор, ведущий научный сотрудник Отдела археографии Института славяноведения РАН. Специалист по социально-экономической истории России XVII—XVIII веков, источниковедению, исторической демографии. Лауреат Премии памяти митрополита Макария (1999). Член экспертного совета РГНФ. Председатель Научного совета РАН по аграрной истории, заместитель председателя Симпозиума по аграрной истории Восточной Европы.

## Биография
Родилась в семье служащих.
В 1963 году окончила Московский государственный историко-архивный институт (МГИАИ).
В 1963—1965 — научный сотрудник Музея-панорамы «Бородинская битва».
В 1971—2001 — младший научный сотрудник, затем старший научный сотрудник, ведущий научный сотрудник Института российской истории.
В 1972 году защитила кандидатскую диссертацию «Хозяйство крестьян Вологодского уезда в последней четверти XVII — первой четверти XVIII вв.».
В 1980—1991 — заведующая отделом феодализма журнала «История СССР». Член редколлегии «Археографического ежегодника».
В 1993 году в Институте российской истории защитила докторскую диссертацию «Государство и черносошные крестьяне Поморья в XVII в.)».
С 2001 года работает в Институте славяноведения РАН.
Исследует историю различных социальных групп Севера России, особенно крестьянства.

## Награды и премии
Лауреат Премии памяти митрополита Макария в номинации «История России» — за работу «Государство и крестьяне России. Поморье в XVII в.» (1999).

## Научные труды
- Швейковская Е. Н. Крестьянский двор и община на русском Севере: Конец XVII - начало XVIII вв. — М.: Наука, 1976. — 224 с.
- Швейковская Е. Н. Государство и крестьяне России: Поморье в XVII в. — М.: Археографический центр, 1997. — 283 с. — ISBN 5-86169-058-9.
- Основные проблемы в исследованиях В. А. Александрова: (К 80-летию со дня рождения) // Археографический ежегодник за 2001 г. М., 2002.
- К сотенной организации города на севере России в XVII веке // От Древней Руси к России нового времени: Сборник статей. К 70-летию Анны Леонидовны Хорошкевич. — М.: Наука, 2003. — 520 с. — 1000 экз. — ISBN 5-02-008752-1.
- Проблемы социально-экономической истории в работе Симпозиума по аграрной истории Восточной Европы (1958—2003 г.) // Отечественная история. 2003. № 6 (соавтор).
- Слуги на воеводском дворе в XVII в. // Сообщения Ростовского музея. Ростов, 2003. Вып. 13.
- М. М. Богословский — историк русского Севера // Археографический ежегодник за 2004 г. М., 2005.
- Крестьянская семья XVI—XVIII вв.: понятие и демография // Проблемы источниковедения. М., 2006. Вып. 1(12).
- Семья XVI—XVIII вв.: определение и его наполнение // Вестник Российского гуманитарного научного фонда: Бюллетень. 2006. № 1(42).
- Наталья Александровна Горская: служение истории и людям // Археографический ежегодник за 2005 г. М., 2007.
- Выборы и «выбор» в северорусском мире XVII в. // Право в средневековом мире, 2008. М., 2008.
- «Пространственный микромир деревни: Север, XVII в.» // Историческая география: пространство человека VS человек в пространстве. Материалы XXIII Международной научной конференции. Москва, 2011. С. 104—110.
- Репрессивная роль общины — компенсационный механизм? // Русь, Россия: Средневековье и Новое время. Вторые чтения памяти акад. РАН Л. В. Милова. Материалы к международной научной конференции. Москва, 17-19 ноября 2011. М., 2011. С. 116—121.
- Швейковская Е. Н. Русский крестьянин в доме и мире: Северная деревня конца XVI-начала XVIII века. — М.: Индрик, 2011. — 368 с. — (Традиционная Духовная Культура Славян. Современные исследования). — 800 экз. — ISBN 978-5-91674-172-8.
- С. Ф. Платонов и изучение русского Севера // Памяти академика Сергея Федоровича Платонова: Исследования и материалы. СПб., 2011. С. 267—275.
- Источниковедческие аспекты в трудах В. А. Александрова 1960—1970 гг. // Актуальные проблемы аграрной истории Восточной Европы X—XXI вв.: Источники и методы исследования. Материалы XXXII сессии симпозиума по аграрной истории Восточной Европы. Рязань, 2012. С. 7-20.
- К стратификации частных актов XVI—XVII вв. // Проблемы дипломатики, кодикологии и актовой археографии. Материалы XXIV Международной научной конференции. Москва, 2-3 февраля 2012 г. М., 2012.
- Наталья Александровна Горская — вехи творческого пути // Образы аграрной России IX—XVIII вв. Памяти Натальи Александровны Горской. М. 2013. С. 9-18.
- Семейная драма в Тотемском уезде первой трети XVII в. (Реплика к изучению демонологии) // Археографический ежегодник за 2009—2010 годы. М. 2013 С. 389—398.
- Источниковедческий ракурс в работе Симпозиума по аграрной истории Восточной Европы (Рязань, 21-24 сентября 2010 г.) // Там же С. 505—508.
- Некоторые аспекты социально-экономической истории России конца XVI—XVIII вв. в литературе 1990—2000-х гг. // Историографические чтения памяти профессора Виктора Александровича Муравьева. Сб. статей в двух томах. Т. II. М., 2013. С.101-141.
- Поморский Север — традиционный регион местного сословного представительства. Вторая половина XVI — первая половина XVII вв. // Сословное представительство в России в контексте европейской истории: вторая половина XVI — середина XVII вв. Международная научная конференция. Тезисы докладов. М., 2013. С. 196—200.

Отв. редактирование и рецензии
- Материалы XXXII Сессии Симпозиума «Актуальные проблемы аграрной истории Восточной Европы X—XXI вв.: Источники и методы исследования». Рязань, 2011.
- Материалы XXXIII сессии Симпозиума по аграрной истории Восточной Европы «Типология и особенности регионального аграрного развития России и Восточной Европы X—XXI вв.». Брянск, 2012. (Отв. редактор)
- Рецензия на: Демидова Н. Ф. Служилая бюрократия в России XVII в. (1625—1700): Биографический справочник. М., 2011 // Российская история. № 1. С. 205—208.
- Рецензия на: Демидова Н. Ф. Служилая бюрократия в России XVII в. (1625—1700): Биографический справочник. 2011 // Вестник РГНФ. 2012. № 3. С.219-222.
- Образы аграрной России IX–XVIII вв.: Памяти Натальи Александровны Горской / Отв. редактор Е. Н. Швейковская. — М.: Индрик, 2013. — 256 с. — 500 экз. — ISBN 978-5-91674-248-0.